# 阿南姫
阿南姫（おなみひめ、天文10年（1541年） - 慶長7年7月14日（1602年8月30日））は、戦国時代から安土桃山時代にかけての女性。伊達晴宗の長女。二階堂盛義の正室。出家後は大乗院。
天正10年（1582年）から天正17年（1589年）まで須賀川城の城主を務めた。

## 生涯
天文10年（1541年）、陸奥国の戦国大名・伊達晴宗の長女として誕生。母は久保姫。兄に岩城親隆、弟に伊達輝宗らがいる。
須賀川城主・二階堂照行の嫡男・二階堂盛義へ嫁ぐ。永禄4年（1561年）に長男・平四郎（後の蘆名盛隆）、元亀元年（1570年）に次男・二階堂行親を産む。長男の平四郎は、永禄8年（1565年）、盛義が蘆名盛氏に敗れて臣従したため人質として蘆名氏の黒川城に行ったが、天正3年（1575年）に盛氏の後継・蘆名盛興が死去したことにより、人質の身であった平四郎が蘆名家に入ることになり、当主・蘆名盛隆となった。
天正9年（1581年）、夫・二階堂盛義が病死すると、尼となり大乗院と号した。家督は次男・行親が継ぐも、天正10年（1582年）に行親が急死したため、阿南姫が須賀川城主になり、須田盛秀が実質的な城代として領内を統治した。また、天正12年（1584年）には長男の蘆名盛隆が暗殺された。
その後、生家である伊達氏と争うようになり、天正16年（1588年）には蘆名・相馬連合軍の一員として郡山合戦に派兵した。天正17年（1589年）6月、摺上原の戦いにおいて甥の伊達政宗によって蘆名氏が滅亡すると、政宗から幾度となく降伏を薦められたが、阿南姫はこれを頑強に拒否。佐竹氏・岩城氏の援兵とともに防戦した。しかし、家臣保土原行藤、浜尾宗泰らの裏切りもあり、同年10月26日、須賀川城は落城した（須賀川城攻防戦）。
ただし、現存する古文書を見ると、「大乗院が箭部義政・須田盛秀の両重臣を政務から排除することを企てたために政宗に寝返る家臣が続出している」（白河氏家臣・一休斎善通の書状）というものもあり、実際の二階堂家の内情は単純に親伊達・反伊達だけでは語れない側面もあったと推測されている。
落城した後、実の母久保姫の住む信夫郡杉目城に移され厚く遇された。しかし、阿南姫は伊達氏の保護を受けることを嫌い、甥の岩城常隆を頼って磐城に退いた。翌年の天正18年（1590年）、岩城常隆が死去したため、甥・佐竹義宣の下へ身を寄せたく、佐竹に移された。
慶長7年（1602年）、佐竹家の羽州秋田転封に伴い出羽国に赴く途中、須賀川に帰りこの地で病に罹り死去。享年62。戒名は大乗院殿法岸秀蓮大姉。墓所は須賀川の長禄寺。